# Başar Sabuncu
Başar Sabuncu (Istanbul, 9 de setembre de 1943 - 17 de juny de 2015) va ser un director de cinema i guionista turc.

## Biografia
Apassionat pel teatre des de petit, va estudiar a l'institut francès Saint-Joseph d'Istanbul, on es va graduar el 1961. Després d'estudiar ciències polítiques a la capital turca, va treballar per a la ràdio d'Ankara TRT de 1964 a 1969. Aleshores va ser responsable d'acollir els programes del departament d'art teatral. Es va integrar a la Universitat d'Istanbul per estudiar literatura i llengua francesa.
El cop militar de 1971 el va impulsar a abandonar temporalment Turquia cap a França. De tornada al seu país natal el 1974, va acceptar una feina al teatre d'Istanbul. Es va veure obligat a abandonar Turquia de nou durant el 1980. Instal·lat a Alemanya, continua treballant durant un any en un teatre local.
Va treballar com a guionista de cinema des de finals de la dècada de 1970. La seva feina com a guionista i director el va portar a representar Turquia festivals internacionals com Londres el 1988, a París el 1991 i a Montpeller el 1992. Després de'anys dedicats al teatre d'Istanbul, el va deixar el 2004 després de diversos desacords sobre la gestió de l'establiment.
Autor d'una trentena d'obres, la seva trajectòria és reconeguda per l'obtenció de sis premis, entre ells tres internacionals.
Başar Sabuncu va morir el 17 de juny de 2015 a la seva ciutat natal, als 71 anys. Estava casat amb l'actriu Candan Sabuncu.

## Filmografia

### Com a guionista
- 1975 : Söhret Budalasi
- 1979 : Adak
- 1983 : Salvar Davasi
- 1984 : Namuslu
- 1985 : Çiplak Vatandas
- 1986 : Kupa kizi
- 1986 : Asilacak kadin
- 1988 : Zengin mutfagi
- 1988 : Kaçamak
- 1994 : Yolcu

### Com a director
- 1985 : Çiplak Vatandas
- 1986 : Kupa kizi
- 1986 : Asilacak kadin
- 1988 : Zengin Mutfağı
- 1988 : Kaçamak
- 1994 : Yolcu

### Com a actor
- 1964 : Disi örümcek
- 1990 : Ask Filmlerinin Unutulmaz Yönetmeni